# Julius Jolly (politiker)
Julius August Isaak Jolly, född 21 februari 1823 i Mannheim, död 14 oktober 1891 i Karlsruhe, var en badensisk jurist och politiker, bror till Philipp von Jolly.
Jolly blev 1857 e.o. professor i juridik vid Heidelbergs universitet. År 1861 erhöll han plats i inrikesministeriet som råd. Då han i likhet med bland andra Johann Kaspar Bluntschli och Karl Mathy arbetade för Tysklands enhet, avgick han i juni 1866 vid Badens anslutning till Österrike, men utnämndes i juli samma år efter preussarnas seger över österrikarna till inrikesminister och 1868 till statsminister.
I det inre följde Jolly sina föregångares liberala grundsatser, genomförda författnings- och förvaltningsreformer och införde civiläktenskap; i det yttre verkade han för den tyska enhetstanken och ställde sig 1870 avgjort på Preussens sida. Åren 1871-1876 var Jolly ledamot av tyska förbundsrådet. År 1876 nedlade han presidentskapet i ministerrådet, enär hans skolreform och uppträdande mot romersk-katolska kyrkan syntes storhertigen alltför radikala. Samma år blev han president i Oberrechnungskammer.